# Bakole (peuple)
Pour les articles homonymes, voir Bakole et Kole (homonymie).
Les Bakole (Bakolle, Kole) sont un groupe ethnique du Cameroun vivant dans la région du Sud-Ouest. Ils appartiennent aux Sawa, ou peuples côtiers camerounais. 

## Histoire
Selon l'histoire orale, les Douala, les Bakole, et les Limba proviennent du même ancêtre nommé Ewale. De Piti, au nord-est de Douala, Ewale migra vers la côte à la rive est de la rivière Wouri. Les Bakole s'écartèrent probablement des Douala à un certain moment, et firent route vers l'ouest, sur leur territoire actuel. Aujourd'hui, ils peuplent la côte juste au nord du peuple Bamboko, le long du Rio Del Rey et au sud de l'estuaire de la Meme, dans l'arrondissement du Ndian de la région du Sud-Ouest.

## Langues
Les Bakole parlent le bakole. La langue fait partie du groupe Bantu de la famille des langues nigéro-congolaises. La langue est au moins partiellement intelligible avec le bakweri, parlé par les Bakweri. Les personnes qui ont fréquenté l'école ou ont vécu en ville, parlent habituellement le pidgin camerounais ou l'anglais standard. De fait, un nombre croissant d'anglophones camerounais grandissent aujourd'hui avec le pidgin comme première langue. 

## Agriculture
Aujourd'hui, les Bakole cultivent le malanga, le maïs, le manioc, le palmier à huile, et la banane plantain sur les terres volcaniques fertiles du mont Cameroun.